# تطبيق جوجل كروم
يعد تطبيق جوجل كروم نوعًا معينًا من تطبيقات الويب (غير المعيارية) التي يتم تشغيلها على متصفح الويب جوجل كروم. يمكن الحصول على تطبيقات كروم من سوق كروم الإلكتروني حيث يمكن تثبيت أو شراء التطبيقات والإضافات والسمات. هناك نوعان من التطبيقات، المستضافة والمجمعة، والتي لها مواقع مختلفة من ملفاتها التنفيذية وتستهدف حالات استخدام مختلفة.
في 15 يناير 2020، أعلنت جوجل أن كروم سيبدأ في الإلغاء التدريجي لدعم تطبيقات كروم تمامًا بدءًا من مارس 2020، مع دعم المستهلكين حتى يونيو 2021 والشركات حتى يونيو 2022. يشير الإلغاء التدريجي إلى التطبيقات فقط، وليس على سبيل المثال إضافات كروم. لا تزال تطبيقات الويب العادية وستظل مدعومة مع كروم، أي التطبيقات المصممة للويب، وليس كروم على وجه التحديد.

## التاريخ
في 19 أغسطس/آب 2016، أعلنت جوجل أنها ستبدأ في التخلص التدريجي من تطبيقات جوجل لأنظمة التشغيل ويندوز وماك ولينكس (سواء المجمعة أو المستضافة) بحلول نهاية عام 2016، مع إنهاء العملية في أوائل عام 2018. وقالت الشركة إن مثل هذه التطبيقات، مع ذلك، ستستمر في دعمها وصيانتها على نظام تشغيل كروم أو إس «في المستقبل المنظور». تم تغيير الخطة لاحقًا، مع تعيين تطبيقات كروم على العمل حتى يونيو 2022 لكروم أو إس.

## أنواع التطبيقات
يمكن استضافة تطبيقات كروم أو تجميعها. تحتوي التطبيقات المستضافة على صفحات الويب الخلفية الخاصة بها على خادم بعيد ويعمل التطبيق كإشارة مرجعية أو اختصار؛  تحتوي التطبيقات المجمعة على وظائف غير متصلة بالإنترنت تستفيد من التخزين المحلي.

### التطبيقات المجمعة
تم إطلاق التطبيقات المجمعة في 5 سبتمبر 2013. لديهم ميزات مشابهة جدًا لتطبيق سطح المكتب الأصلي، أي قادر على عدم الاتصال بالإنترنت (افتراضيًا)، ويمكنه التفاعل مع الأجهزة، ويمكنه الوصول إلى التخزين المحلي. لا تقتصر التطبيقات المجمعة على واجهة كروم العادية ويمكن عرضها بدون قائمة نافذة كلاسيكية وعناصر واجهة مستخدم نظام التشغيل.

### التطبيقات المستضافة
التطبيقات المستضافة هي النوع الأصلي من تطبيقات كروم. تحتوي على ملف بيان واحد يحتوي على عنوان URL ومعلومات إضافية حول التطبيق. عادةً ما تكون التطبيقات المستضافة غير متصلة بالإنترنت وتخضع لقيود أمان صفحات الويب العادية.

## روابط خارجية
- ما هي تطبيقات كروم؟